# 화랑호
화랑호(花郎號)는 1954년부터 경부선을 운행하였던 군인열차의 이름이다.

## 역사
- 1954년 12월 13일 : 군인열차로 운행 개시 (서울-부산진)[1]
- 1955년 6월 1일 : 출발역을 용산역으로 변경[2]
- 1956년 5월 1~15일 : 임시 운행 중단[3]
- 1956년 8월 25일 : FOA원조자금으로 도입한 객차 2량 연결[4]
- 1958년 1월 12~15일 : 임시 운행 중단[5]
- 1958년 4월 17일~5월 3일 : 임시 운행 중단[6]
- 1974년 8월 15일 : 경부선 보통열차로 격하[7]
- 일자 불명 : 폐지, 일반 군용열차로 존속